# Планинички манастир
Планиничкият манастир „Свети Никола“ (на сръбски: Манастир Планиница), известен и като Държински манастир, е манастир в Западните покрайнини, Сърбия, в землището на село Планиница (Горна или Бугарска Планиница), Царибродско.

## География
Манастирът се намира на 14 километра западно от Цариброд.

## История и архитектура
Манастирският комплекс се състои от църквата „Св. Никола“, камбанария, конак и други постройки. Според надписа в църквата, запазен в западната част на наоса, църквата е „изписана през април и завършена на 22 април при поп Стефан в 7114 г. [1606 г.]“.
Църквата е еднокорабна, триконхална, засводена, с двускатен покрив. Размерите ѝ са 8х6,3 m, а дебелината на стените – 0,6 m. Певниците и апсидата имат самостоятелни керемидени покриви.
През 1910 година манастирът е притежавал 62 парчета земя с обща площ 211,4 декара. Според доклад на царибродския архиерейски наместник от януари 1942 г., манастирът почти не притежава ниви, но има около 1000 декара гори.
Днес манастирът е недействащ.

## Стенописи
Смята се, че стенописите са дело на софийския зограф св. Пимен Зографски и неговите ученици, работили в края на 16 и началото на 17 век.
В източната част от потона е изобразен Христос от „Възнесението“, в централната – Христос Пентократор, вписан в тетраморф. В апсидата е изобразена Богородица Платитера (Ширшая небес), долу с „Поклонение на жертвата“. Над апсидата, под прозореца е вместено изображение на св. Убрус. На западната стена са изобразени композициите „Преображение“ и „Успение Богродично“. Отвън, в люнета на западната стена над входа е поставен патронът – свети Никола. На западната фасада на външната страна на църквата е изписано голямо изображение на Страшния съд. 